# Комптон (обсерваторія)
Гамма-обсерваторія «Комптон» (англ. Compton Gamma Ray Observatory, скор. CGRO) — космічна обсерваторія, що працювала на орбіті Землі з 1991 по 2000 рік і детектувала випромінювання в інтервалі від 20 кеВ до 30 ГеВ. Телескоп «Комптон» належав до програми НАСА «Великі обсерваторії», запускався другим після телескопа «Габбл». Обсерваторія складалася з 4 головних телескопів на одному кораблі, які спостерігають у рентгенівському та гамма-діапазонах, а також із різноманітних спеціалізованих приладів та детекторів. Він був виведений на низьку опорну орбіту висотою 450 км, щоб уникнути радіаційних поясів Ван-Аллена. На той час обсерваторія мала найбільше корисне астрофізичне навантаження (17 т).
Обсерваторія названа на честь Артура Комптона, лауреата Нобелівської премії з фізики 1927 року, нагородженим за відкриття ефекту, названому його ім'ям. Телескоп «Комптон» виготовлений компанією TRW (зараз Northrop Grumman) та запущений на космічному шатлі «Атлантіс» (місія STS-37) 5 квітня 1991 року, пропрацював до 4 червня 2000 року. CGRO була міжнародним проєктом, додаткові внески робили також Європейське космічне агентство (ЄКА) та різноманітні університети.

## Інструменти
| Порівняння |               |
| Інструмент | Діапазон, МеВ |
| BATSE      | 0,02 — 8      |
| OSSE       | 0,05 — 10     |
| COMPTEL    | 0,75 — 30     |
| EGRET      | 20 — 30 000   |

Телескоп CGRO був обладнаний чотирма основними інструментами, що покривали безпрецедентні шість порядків електромагнітного спектра, від 20 кеВ до 30 ГеВ (від 0,02 МеВ до 30 000 МеВ). У порядку зростання енергії спостережних фотонів:

### BATSE

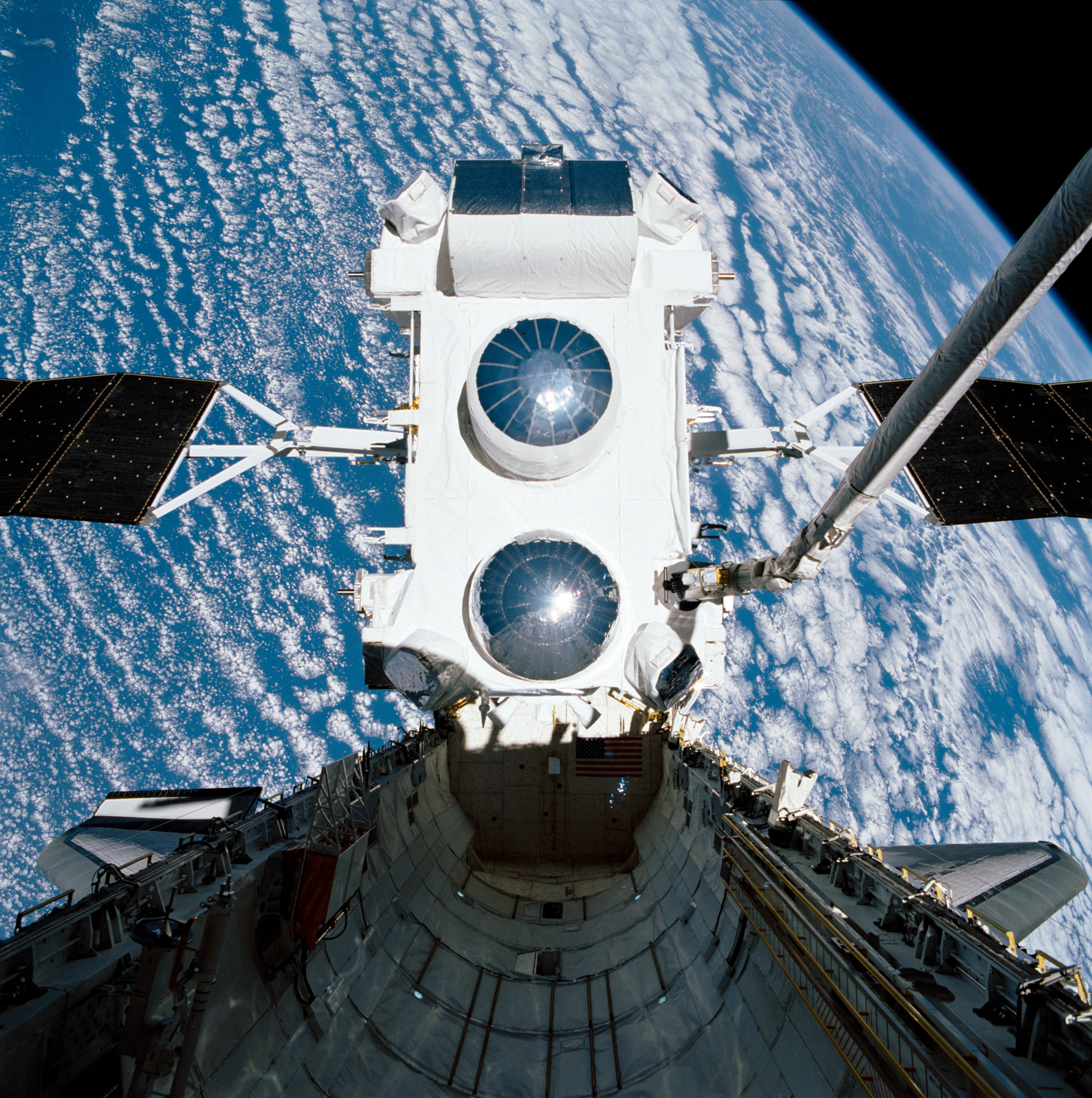
Виведення обсерваторії «Комптон» на орбіту космічним шаттлом «Атлантіс».

Інструмент для дослідження спалахових та транзієнтних подій Burst and Transient Source Experiment (BATSE), що розроблений у Центрі космічних польотів імені Маршалла (НАСА), був призначений для знаходження коротких спалахів (наприклад, гамма-спалахів), а також мав можливість проводити огляди всього неба. Інструмент складався з восьми ідентичних модулів LAD (Large Area Detector), розміщених на кутах обсерваторії. Кожний модуль являв собою кристал NaI(Tl) діаметром 50,48 см і товщиною 1,257 см з робочим енергетичним діапазоном 20 кеВ — 2 МеВ, і кристал NaI діаметром 12,7 см товщиною 7,62 см з розширеним енергетичним діапазоном до 8 МеВ. Усі кристали були оточені пластиковим сцинтилятором, що формував антизбіговий захист детекторів від заряджених частинок космічних променів і заряджених частинок радіаційних поясів Землі. Типова частота реєстрації спалахів інструментом BATSE — приблизно один на день. Однак, якщо швидкість рахунку детекторів різко збільшувалася, то показники детекторів записувалися частіше. Таким чином, збільшувалася роздільна здатність у часі, що надалі давало змогу будувати криві блиску спалахів.

### OSSE
Спрямований сцинтиляційний спектрометр Oriented Scintillation Spectrometer Experiment (OSSE), виготовлений у дослідницькій лабораторії ВМФ США (англ. Naval Research Laboratory) реєстрував гамма-промені, що потрапляють у поле зору спектрометра, обмежене коліматором розміром 3,8° × 11,4° FWHM. Детектори являли собою товсті сцинтиляційні кристали NaI(Tl) діаметром 30,3 см і товщиною 10,2 см, оптично спряжені з товстим кристалом CsI(Na) товщиною 76,2 мм, що працював за принципом приладів фосвіч (Phoswich), тобто з відділенням швидких (~0,25 мкс) подій, які виникли в кристалі NaI, від повільних (~1 мкс), що сталися в кристалі CsI(Na). Таким чином кристал CsI(Na) слугував ефективним антизбіговим захистом від подій, що приходять не через поле зору інструмента. Також антизбіговим захистом слугував і кристал CsI(Na) циліндричної форми, що оточував центральний детектор з боків. Коліматор із вольфрамових пластин розташовувався в стакані кристала CsI(Na) антизбігового захисту. Чотири детектори цього інструмента працювали попарно, позмінно чергуючи спостереження джерела та фонової ділянки для кращого урахування інструментального фону детекторів.

### COMPTEL
Комптонівський телескоп Imaging Compton Telescope (COMPTEL), виготовлений в Інституті позаземної фізики товариства Макса Планка, Університеті Нью-Гемпшира, Нідерландському інституті космічних досліджень та Астрофізичному департаменті ЄКА, був призначений для визначення напрямків приходу фотонів в діапазоні 0,75—30 МеВ з точністю близько градуса. Поле зору приладу становило близько одного стерадіана. Для реєстрації реальних гамма-фотонів приладу було необхідно спрацювання одночасно у двох сцинтиляторах: верхньому та нижньому. Гамма-промені, розсіяні на верхньому сцинтиляторі, залишали в ньому енергію E1, поглиналися в нижньому сцинтиляторі, залишаючи в ньому енергію E2. Знаючи ці дві величини, E1, E2, можна було визначити повну енергію гамма-кванта, що надійшов, та кут комптонівського розсіювання θ. Вимірюючи положення на детекторах, у яких були зареєстровані події, що були ініційовані прийдешнім гамма-квантом, можна було визначити кільце напрямів на небі, з котрого прийшла зареєстрована подія. Унаслідок вимоги практично строгого збігу часів реєстрації подій у двох детекторах (із затримкою всього в наносекунди), більша частина фонових подій у детекторі ефективно пригнічувалася. Аналізуючи велику кількість подій з інформацією про «кільця» приходу фотонів, можна було відновлювати карту неба з кутовою роздільною здатністю близько одного градуса.

### EGRET
Гамма-телескоп високих енергій Energetic Gamma Ray Experiment Telescope (EGRET) реєстрував гамма-промені в діапазоні від 20 МеВ до 30 ГеВ з кутовим розділенням у частки градуса та енергетичним розділенням у 15 %. Прилад був розроблений у Центрі космічних польотів імені Ґоддарда (США), Інституті позаземної фізики Товариства Макса Планка та Стенфордському університеті. Детектор працював на принципі реєстрації електрон-позитронних пар, що народжуються при проходженні через об'єм детектора гамма-променів високих енергій. У детекторі вимірювалися траєкторії вторинних електронів та позитронів і їх повні енергії, що давало змогу згодом відновлювати інформацію про напрям гамма-кванта, що прийшов, та його енергії.

## Результати

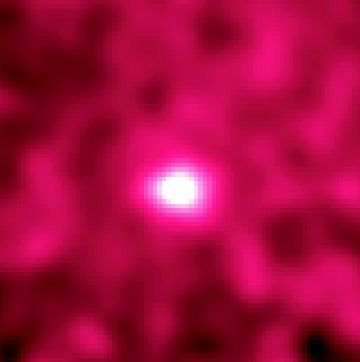
Місяць, видимий телескопом «Комптон» у гамма-променях, більших за 20 МеВ. Вони з'являються завдяки бомбардуванню поверхні Місяця космічними променями. Сонце, в якого немає подібної поверхні з високим атомним номером, щоб бути мішенню для космічних променів, не спостерігається взагалі на цих енергіях. Вони надто великі для того, щоб виникати під час первинних ядерних реакцій, таких як термоядерний синтез.

### Основні результати
- Інструмент EGRET уперше провів високоякісний огляд неба в гамма-променях вище 100 МеВ[5]. Якість даних EGRET було перевершено лише обсерваторією Fermi, що була запущена у 2008 році. Використовуючи дані, зібрані за чотири роки роботи, було відкрито 271 джерело, з яких 170 не ототожнені з відомими об'єктами.
- Інструмент COMPTEL вперше отримав карту Галактики в лінії випромінювання радіоактивного ізотопу алюмінію 26Al, що утворюється при вибухах наднових[6].
- За допомогою інструмента OSSE були отримані найкращі на сьогодні спектри різних галактичних та позагалактичних джерел в енергетичному діапазоні до 1 МеВ[7]. Крім того, інструмент OSSE завершив найповніший огляд галактичного центру, і відкрив можливу «хмару» антиматерії над центром.
- Інструмент BATSE зафіксував понад 3000 гамма-спалахів (найбільший набір гамма-спалахів на сьогодні[8]), що вперше дало змогу провести ряд важливих статистичних досліджень[9]. Серед іншого вдалося показати, що просторовий розподіл гамма-спалахів дуже однорідний на небі (це свідчить про позагалактичну природу більшості гамма-спалахів, і тому вони мають бути надзвичайно потужні) і що вони діляться на два великі сімейства: гамма-спалахи з середньою тривалістю менше та більше 2 секунд[10]. Згідно із сучасними уявленнями, поділ гамма-спалахів за тривалістю пов'язаний із відмінностями в природі астрофізичних об'єктів, вибухи в яких приводять до гамма-спалахів (злиття подвійних чорних дір або нейтронних зір і колапс масивної зорі).
- Відкриття перших чотирьох джерел гамма-променів, що повторюються; ці джерела були відносно слабкими, здебільшого нижче 100 кеВ, і мали непередбачувані періоди активності та пасивності.

### GRB 990123
Гамма-спалах GRB 990123 (23 січня 1999 року) — один із найяскравіших спалахів, зареєстрованих на той час, який мав оптичне післясвічення, що спостерігалося протягом швидкого гамма-випромінювання (зворотний ударний спалах). Це дало змогу астрономам виміряти червоний зсув z = 1,6 та відстань 3,2 Гпк. Комбінуючи виміряну енергію спалаху в гамма-променях та відстань, загальна випромінена енергія, приймаючи ізотропний вибух, може бути виведена і в результаті прямого перетворення близько двох мас Сонця в енергію. Це остаточно переконало товариство у тому, що післясвічення гамма-спалахів виникає внаслідок висококолімованих вибухів, котрі сильно зменшують потрібний запас енергії.

## Інші результати
- Завершення огляду залишків наднових. Також за допомогою інструмента BATSE був проведений найкращий на сьогодні моніторинг рентгенівських пульсарів, що дало змогу провести ряд важливих тестів різних астрофізичних моделей акретуючих нейтронних зір[12].
- Відкриття коротких гамма-спалахів у 1994 році, що походять від грозових хмар у земній атмосфері.

## Виведення з орбіти
Після відмови одного з гіроскопів обсерваторія була навмисно виведена з орбіти. На той момент обсерваторія була все ще робоча, однак відмова ще одного гіроскопа зробила б виведення з орбіти набагато складнішою й небезпечнішою задачею. З деякими суперечками, НАСА з огляду на інтереси громадської безпеки вирішило, що контрольоване падіння більш переважне, ніж якщо дозволити апарату впасти навмання. На відміну від Космічного телескопа «Габбл», «Комптон» не був розроблений для орбітального ремонтування. Він увійшов у земну атмосферу 4 липня 2000 року. Уламки супутника, що не згоріли в атмосфері, впали в Тихий океан. Це виведення стало першим навмисним контрольованим виведенням супутника, проведеним НАСА.